# بیماری ویروسی پیچیدگی برگ چغندر

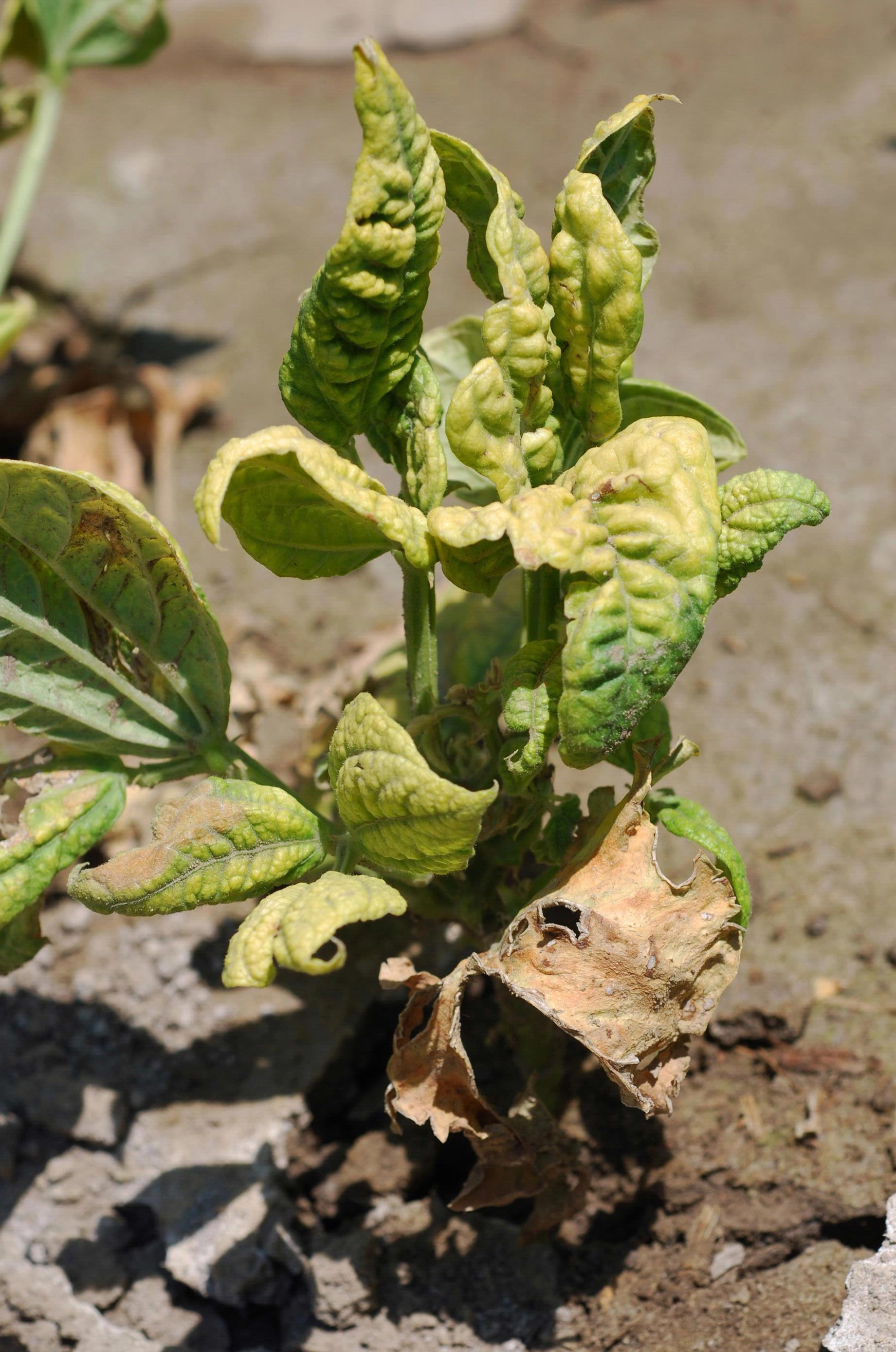
بیماری ویروسی پیچیدگی برگ چغندر در لوبیا

عامل بیماری‌زا ی بیماری ویروسی پیچیدگی برگ چغندر، یک  ویروس است که ناقل آن زنجرک چغندر می‌باشد. گوجه‌فرنگی و صدها دیگر از محصولات زراعی در معرض این آسیب زنجرک چغندرقند قرار دارند.
بنا به گزارش سازمان حفاظت از محیط زیست ایالات متحده آمریکا آسیب قابل ملاحظه اقتصادی توسط این زنجرک گزارش شده‌است.
ساختار این ویروس، کپسید دوقلوی بیست‌وجهی است. 

## میزبان
علاوه بر چغندر و گوجه‌فرنگی، لوبیا، فلفل دلمه‌ای، خیار، کدو، کرفس و اسفناج نیز از شمار میزبانان این ویروس می‌باشند. بیش از ۳۰۰ گیاه و ۴۴ گونه (زیست‌شناسی) در معرض چنین آسیبی می‌باشند. تک‌لپه‌ای‌ها و دولپه‌ای‌ها (گیاه) نیز از شمار میزبانان ویروس هستند.
حشره‌کش‌های مانند کلوتیانیدین ارگانیسم‌های غیر هدف را مورد اثر قرار داده و سبب به وجود آمدن گونه در معرض خطر می‌شود. سازمان حفاظت از محیط زیست ایالات متحده آمریکا  در تلاش یافتن راه‌های مبارزه با این زنجرک می‌باشد.

## پیوندهای بیرونی
- ICTVdB—The Universal Virus Database: Beet curly top virus
- Family Groups—The Baltimore Method

1. ↑  مشارکت‌کنندگان ویکی‌پدیا. «Beet curly top virus». در دانشنامهٔ ویکی‌پدیای انگلیسی، بازبینی‌شده در ۲۰ فوریه ۲۰۱۹.